# Elisabetta d'Orléans
Elisabetta Margherita d'Orléans (Parigi, 26 dicembre 1646 – Versailles, 17 marzo 1696) fu Duchessa d'Alençon suo jure e Duchessa di Guisa e Joyeuse per matrimonio. Era figlia di Gastone d'Orléans e prima cugina del re Luigi XIV di Francia. Non lasciò alcuna discendenza che le sopravvisse.

## Famiglia natale

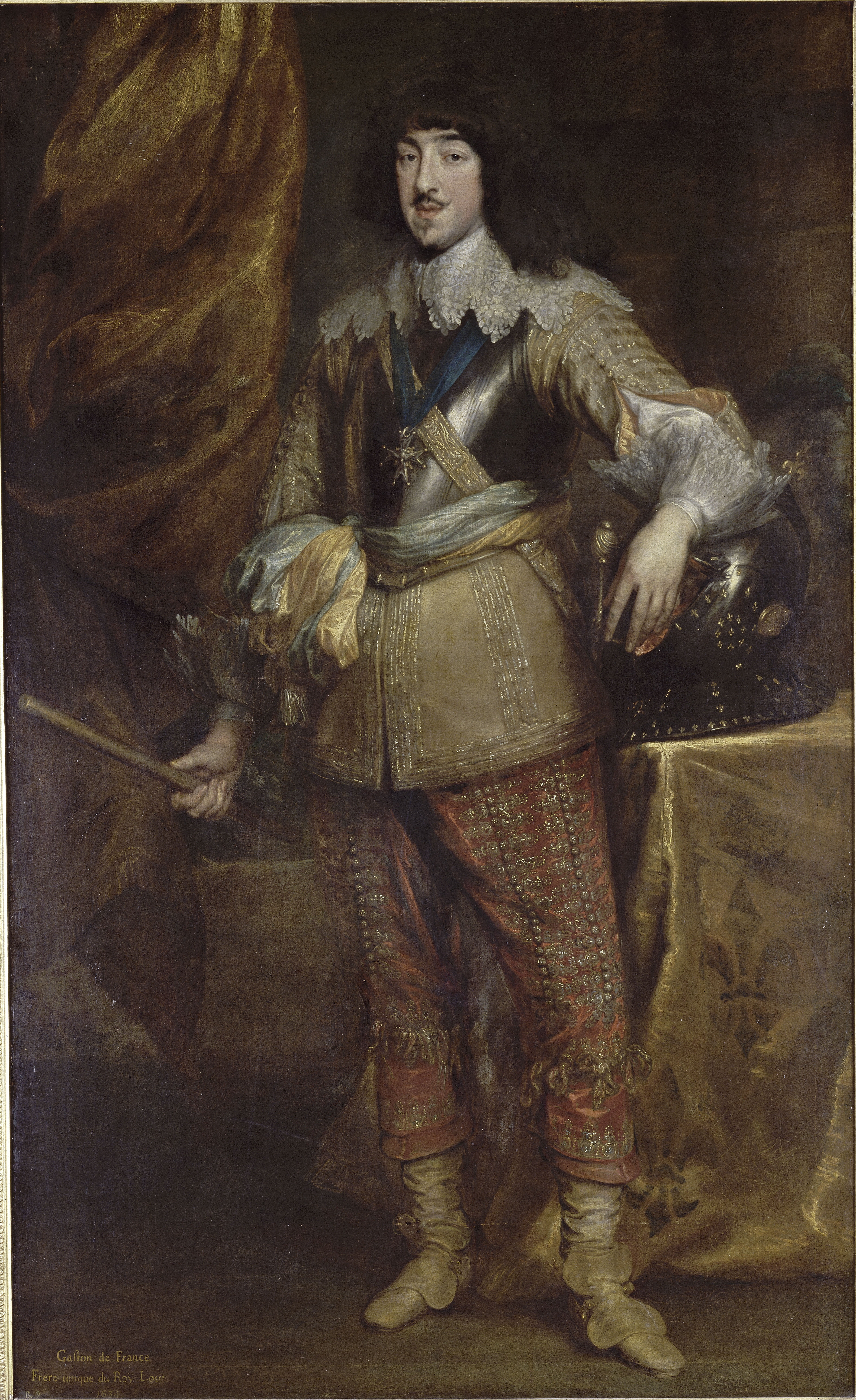
Gastone d'Orléans, padre di Elisabetta Margherita Isabelle

Elisabetta Margherita nacque a Parigi, al Palazzo del Lussemburgo, all'epoca chiamato Palais d'Orléans, ed attualmente sede del Senato di Francia; il palazzo era stato ceduto al padre alla morte di sua madre, Maria de' Medici, nel 1642. Elisabetta Margherita era conosciuta con il suo primo nome, Elisabetta, ma essa si firmò sempre come Isabelle. Seconda dei cinque figli di Gastone d'Orléans e di Margherita di Lorena-Vaudémont, non venne cresciuta assieme ai fratelli, bensì in un convento, dal momento che essa era stata destinata a diventare badessa di Remiremont.
I suoi fratelli e sorelle erano:
- Margherita Luisa (Blois, 28 luglio 1645 – Parigi, 17 settembre 1721), sposò Cosimo III de' Medici, granduca di Toscana;
- Francesca Maddalena (Castello di Saint-Germain-en-Laye, 13 ottobre 1648 – Palazzo Reale di Torino, 14 gennaio 1664): il 4 marzo 1663 sposò Carlo Emanuele II di Savoia al Louvre; non ebbe discendenza;
- Giovanni Gastone, duca di Valois (Parigi, 17 agosto 1650 – Parigi, 10 agosto 1652);
- Maria Anna, mademoiselle de Chartres (Parigi, 9 novembre 1652 – Blois, 17 agosto 1656).

Elisabetta Margherita aveva inoltre una sorellastra maggiore:
- Anna Maria Luisa (Parigi, 29 maggio 1627 – Parigi, 5 aprile 1693), conosciuta come La Grande Mademoiselle, era figlia di Gastone d'Orléans e della prima moglie, Maria di Borbone, duchessa di Montpersier; alla morte della madre, essa divenne la maggiore ereditiera del regno. Anna Maria Luisa svolse un ruolo attivo nella Fronda contro il cugino Luigi XIV; nel 1681 sposò segretamente il Duca di Lauzun, dal momento che il Re si era opposto al matrimonio sin dal 1669. Morì senza figli.

## Biografia
Conosciuta come Mademoiselle d'Alençon fino al suo matrimonio, Isabelle (Elisabetta Margherita) era molto amica della giovane Louise Françoise de La Baume Le Blanc, che sarebbe divenuta Duchessa de La Vallière nonché amante di re Luigi XIV e che era cresciuta a Blois nell'entourage della sorella di Elisabetta, Margherita Luisa.
Era stato deciso che la figlia maggiore, e la più bella, Margherita Luisa, avrebbe sposato Luigi, mentre Francesca Maddalena sarebbe andata sposa di un altro principe europeo. Un possibile candidato per la mano di Elisabetta era invece Carlo Emanuele II, duca di Savoia, il quale però sposò la sorella più giovane, Francesca Maddalena appunto, il 4 marzo 1663. Un altro partito che venne considerato fu suo cugino Enrico Giulio di Borbone, futuro principe di Condé e Principe del Sangue; quest'opportunità venne però scartata in quanto egli preferì la principessa tedesca Anna Enrichetta del Palatinato, nipote della Regina di Boemia.
La scelta per Elisabetta, che era gobba, cadde su un prince étranger (principe straniero): Luigi Giuseppe di Guisa; era questi il capo titolare della Casa di Guisa, un ramo cadetto della Casa di Lorena, di cui faceva parte la madre di Elisabetta.
Elisabetta ed il Duca si sposarono al castello di Saint-Germain-en-Laye il 15 maggio 1667 alla presenza della corte e dei Principi del Sangue; suo marito, di quattro anni più giovane di lei, era non solo sotto la tutela legale della zia, l'orgogliosa Mademoiselle de Guise (Maria I di Guisa). Dal momento del suo matrimonio fino alla sua morte, Elisabetta venne conosciuta come Madame de Guise; la sua breve unione con il Duca di Guisa produsse un figlio Francesco Giuseppe.
Il marito di Elisabetta morì nel 1671 a causa del vaiolo contratto durante il viaggio di ritorno da una visita alla corte di re Carlo II d'Inghilterra; il figlio Francesco Giuseppe ereditò quindi i titoli paterni: Duca di Guisa e di Joyeuse, Principe di Joinville.
Alla morte di sua madre, avvenuta nel 1672, Isabelle si trasferì nel Palazzo del Lussemburgo assieme al figlioletto. Ancora incapace di camminare all'età di quattro anni, Francesco Giuseppe venne fatto cadere dalla sua governante e, nel 1675, al Palazzo del Lussemburgo, morì per il trauma cranico riportato.
Dopo la morte del figlio, Elisabetta trascorse ogni estate nel suo Ducato di Alençon e la maggior parte degli inverni presso la corte reale; quando si trovava a Parigi soggiornava presso il Palazzo del Lussemburgo, che le era stato ceduto dalla madre nel 1672, anche se, ossessionata dalla morte del figlio avvenuta, trovava difficile risiedervi a lungo. Nel 1672 essa ricavò un appartamento privato per sé stessa nell'abbazia di Saint Pierre de Montmartre, dove incontrava spesso Mademoiselle de Guise e la sorella badessa. Dopo il 1675 questo piccolo circolo famigliare si allargà quando la sorella di Elisabetta, Margherita Luisa, granduchessa di Toscana, lasciò il marito e si trasferì in un appartamento all'interno delle mura dell'abbazia dove visse in una specie di regime di arresti domiciliari. Sempre molto devota, Isabelle commissionò numerose composizioni religiose a Marc-Antoine Charpentier, il compositore di Maria I di Guisa; essa inoltre richiese a Charpentier anche pezzi di musica profana, come opere e pastorali, che vennero eseguiti a corte.
Elisabetta fu una fervente sostenitrice di suo cugino Luigi XIV per quanto riguarda le sue politiche di tentare di riportare gli Ugonotti all'interno della Chiesa Cattolica. Nel novembre 1676, mentre stava seguendo la conversione di una dama protestante, Isabelle commissionò a Marc-Antoine Charpentier il primo di una serie di oratori che narravano la storia di Santa Cecilia e della sua vittoria sul marito ed il fratello con riguardo al cristianesimo. Dopo l'emanazione dell'Editto di Fontainebleau, che revocava l'Editto di Nantes, nell'ottobre 1685, Elisabetta creò una casa per "nuovi convertiti" nelle sue terre di Alençon e si dedicò attivamente alla conversione degli Ugonotti locali.
Nel 1694 Elisabetta cedette il Palazzo del Lussemburgo a Luigi XIV. Essa morì nel 1696 alla Reggia di Versailles e venne sepolta nel convento carmelitano parigino, tra le suore; la grande fortuna che aveva accumulato durante la sua vita venne lasciata in eredità alla sorella maggiore, nonché l'unica sopravvissuta, Margherita Luisa.

## Discendenza
Elisabetta e Luigi Giuseppe ebbero un figlio:
- Francesco Giuseppe di Lorena, duca di Guisa (Hôtel de Guise,[7] 28 agosto 1670 – Palazzo del Lussemburgo, 16 marzo 1675).

## Ascendenza
|                        |                     |                         | Genitori                 |  |  | Nonni |  |  | Bisnonni                   |  |  | Trisnonni                   |  |
|                        |                     |                         |                          |  |  |       |  |  | Antonio di Borbone-Vendôme |  |  | Carlo IV di Borbone-Vendôme |  |
|                        |                     |                         |                          |  |  |       |  |  | Antonio di Borbone-Vendôme |  |  | Carlo IV di Borbone-Vendôme |  |
|                        |                     | Francesca d'Alençon     |                          |  |  |       |  |  | Antonio di Borbone-Vendôme |  |  |                             |  |
| Enrico IV di Francia   |                     |                         |                          |  |  |       |  |  | Antonio di Borbone-Vendôme |  |  |                             |  |
|                        |                     | Giovanna III di Navarra | Enrico II di Navarra     |  |  |       |  |  |                            |  |  |                             |  |
|                        |                     | Giovanna III di Navarra | Enrico II di Navarra     |  |  |       |  |  |                            |  |  |                             |  |
|                        |                     | Giovanna III di Navarra | Margherita d'Angoulême   |  |  |       |  |  |                            |  |  |                             |  |
| Gastone d'Orléans      |                     | Giovanna III di Navarra |                          |  |  |       |  |  |                            |  |  |                             |  |
|                        |                     | Francesco I de' Medici  | Cosimo I de' Medici      |  |  |       |  |  |                            |  |  |                             |  |
|                        |                     | Francesco I de' Medici  | Cosimo I de' Medici      |  |  |       |  |  |                            |  |  |                             |  |
|                        |                     | Francesco I de' Medici  | Eleonora di Toledo       |  |  |       |  |  |                            |  |  |                             |  |
| Maria de' Medici       |                     | Francesco I de' Medici  |                          |  |  |       |  |  |                            |  |  |                             |  |
|                        |                     | Giovanna d'Austria      | Ferdinando I d'Asburgo   |  |  |       |  |  |                            |  |  |                             |  |
|                        |                     | Giovanna d'Austria      | Ferdinando I d'Asburgo   |  |  |       |  |  |                            |  |  |                             |  |
|                        |                     | Giovanna d'Austria      | Anna Jagellone           |  |  |       |  |  |                            |  |  |                             |  |
| Elisabetta d'Orlèans   |                     | Giovanna d'Austria      |                          |  |  |       |  |  |                            |  |  |                             |  |
|                        | Carlo III di Lorena | Francesco I di Lorena   |                          |  |  |       |  |  |                            |  |  |                             |  |
|                        | Carlo III di Lorena | Francesco I di Lorena   |                          |  |  |       |  |  |                            |  |  |                             |  |
|                        | Carlo III di Lorena | Cristina di Danimarca   |                          |  |  |       |  |  |                            |  |  |                             |  |
| Francesco II di Lorena | Carlo III di Lorena |                         |                          |  |  |       |  |  |                            |  |  |                             |  |
|                        |                     | Claudia di Valois       | Enrico II di Francia     |  |  |       |  |  |                            |  |  |                             |  |
|                        |                     | Claudia di Valois       | Enrico II di Francia     |  |  |       |  |  |                            |  |  |                             |  |
|                        |                     | Claudia di Valois       | Caterina de' Medici      |  |  |       |  |  |                            |  |  |                             |  |
| Margherita di Lorena   |                     | Claudia di Valois       |                          |  |  |       |  |  |                            |  |  |                             |  |
|                        |                     | Paolo di Salm           | Giovanni VI di Salm      |  |  |       |  |  |                            |  |  |                             |  |
|                        |                     | Paolo di Salm           | Giovanni VI di Salm      |  |  |       |  |  |                            |  |  |                             |  |
|                        |                     | Paolo di Salm           | Claude de Stainville     |  |  |       |  |  |                            |  |  |                             |  |
| Cristina di Salm       |                     | Paolo di Salm           |                          |  |  |       |  |  |                            |  |  |                             |  |
|                        |                     | Marie Le Veneur         | Tanneguy Le Veneur       |  |  |       |  |  |                            |  |  |                             |  |
|                        |                     | Marie Le Veneur         | Tanneguy Le Veneur       |  |  |       |  |  |                            |  |  |                             |  |
|                        |                     | Marie Le Veneur         | Marie Hélie de Pompadour |  |  |       |  |  |                            |  |  |                             |  |
|                        |                     | Marie Le Veneur         |                          |  |  |       |  |  |                            |  |  |                             |  |

## Titoli e trattamento
- 26 dicembre 1646 – 15 maggio 1667: Sua Altezza Reale Mademoiselle d'Alençon[8]
- 15 maggio 1667 – 30 luglio 1671: Sua Altezza Reale la Duchessa di Guisa e Joyeuse (Madame la duchesse de Guise et Joyeuse), o, più comunemente, Madame de Guise
- 30 luglio 1671 – 17 marzo 1696: Sua Altezza Reale la Duchessa Madre di Guisa e Joyeuse
  - 2 febbraio 1660 – 17 marzo 1696: Sua Altezza Reale la Duchessa di Alençon

Alla morte del padre essa divenne Duchessa di Alençon come suo proprio diritto; essa mantenne il suo rango di Petit-fil de France durante il suo matrimonio e questo le consentì di conservare il trattamento di Sua Altezza Reale.